# Callorhinchus
Callorhinchus är ett släkte av broskfiskar. Callorhinchus är enda släktet i familjen Callorhinchidae.
Arter enligt Catalogue of Life:
- plognosad havsmus (Callorhinchus callorynchus)
- kap-plognos (Callorhinchus capensis)
- australisk plognos (Callorhinchus milii)

## Bildgalleri

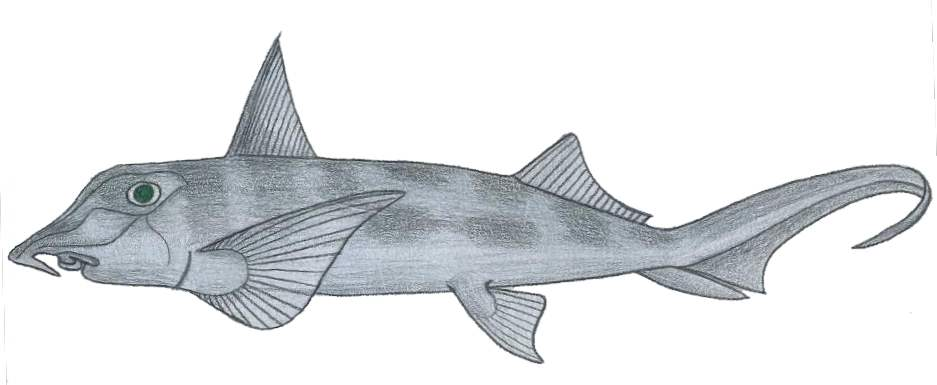
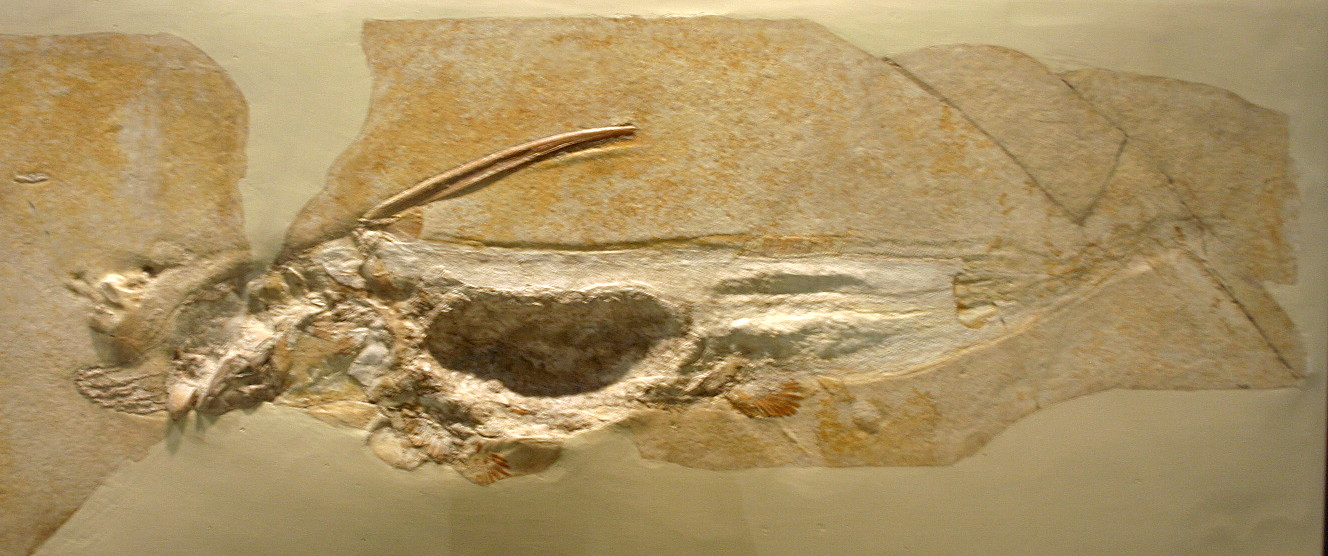